# Енбек (Жанакорганский район)
Енбек (каз. Еңбек) — село в Жанакорганском районе Кызылординской области Казахстана. Входит в состав Сунакатинского сельского округа. Находится примерно в 22 км к северо-западу от районного центра, села Жанакорган. Код КАТО — 434059200.

## Население
В 1999 году население села составляло 427 человек (222 мужчины и 205 женщин). По данным переписи 2009 года, в селе проживало 640 человек (327 мужчин и 313 женщин).